# Р-39 (танк)
Р-39 (Объект 101, неофициальное обозначение — ПТ-20) — советский лёгкий плавающий танк, разработанный в 1947—1949 гг. Было построено два опытных образца, имевших незначительные конструктивные различия. Серийное производство не осуществлялось.

## Предыстория
После окончания Второй мировой войны в Советском Союзе остро ощущалась необходимость в создании лёгкого плавающего танка. Вооружённые Силы и Военно-морской флот нуждались в универсальной бронетехнике, способной решать широкий спектр тактических задач: ведение разведки, преодоление водных преград с возможностью захвата объектов в тылу противника, обеспечение охраны, участие в морских десантных операциях и прочее. Для выполнения подобных задач танк должен был обладать плавучестью.
Изначально рассматривался проект машины массой 10–12 тонн, вооружённой спаренной установкой 76,2-мм танковой пушки и 7,62-мм пулемёта СГ-43, размещённой во вращающейся башне. Машина должна была иметь противопульное бронирование (способное выдерживать попадание бронебойных пуль калибра 12,7 мм пулемёта «Браунинг M2) и оснащаться дизельным двигателем мощностью 110 кВт (150 л. с.). Концепцию подобной машины представило Горьковское предприятие «Красное Сормово» в начале 1947 года, однако проект не получил поддержки в руководящих кругах. В тот период сохранялись сомнения относительно целесообразности создания подобного рода техники. Оппоненты указывали, что лёгкий танк не обеспечит необходимой огневой мощи, в то время как средний танк не сможет соответствовать требованиям по плавучести. Кроме того, уже существовали технические решения по оборудованию тяжёлых и средних танков средствами подводного вождения. В 1947 году было выдвинуто предложение о создании как лёгких, так и средних плавающих танков. При этом требования к среднему плавающему танку предполагали характеристики не ниже, чем у танка Т-34-85.
Значительное влияние на разработку лёгкой бронетехники оказала военная авиация. Маршал бронетанковых войск П. А. Ротмистров  поднял вопрос о возможности воздушного десантирования бронетехники. На тот момент военно-транспортные самолёты не обладали грузоподъёмностью, достаточной для транспортировки тяжёлых и даже средних танков. Кроме того, в потенциальных театрах военных действий — на Дальнем Востоке и в Ближневосточном регионе — существовали значительные ограничения по пропускной способности мостов: на шоссейных дорогах — до 12 тонн, на второстепенных — до 3 тонн. Развитие железнодорожной инфраструктуры в указанных регионах было крайне ограничено, что обусловливало необходимость самостоятельного передвижения бронетехники на большие расстояния. Ротмистров выступал за создание лёгкого танка массой не более 12 тонн. В результате появился образец боевой машины массой 4,5 тонны, вооружённой 45-мм пушкой и пулемётом калибра 7,62 мм, с противопульной бронёй толщиной до 10 мм. Однако вследствие недостаточной огневой мощи проект не получил дальнейшего развития, но послужил основой для новых инициатив в области лёгких танков.

## Создание
В 1947 году была инициирована разработка лёгкого плавающего танка (неофициальное обозначение — ПТ-20) и плавающий БТР на его базе. Установленная боевая масса составляла не более 20 тонн, при этом огневая мощь должна была соответствовать среднему танку  Т-34-85. Тактико-технические требования были направлены на завод «Красное Сормово». Опытный образец предполагалось оснастить 85-мм танковой пушкой и дизельным двигателем ДОГ-400 мощностью 294 кВт (400 л. с.) с горизонтальным-оппозитным расположением цилиндров. Проектная скорость движения по шоссе составляла до 50 км/ч, на плаву — 12–15 км/ч. Уровень бронирования должен был обеспечивать защиту от бронебойных пуль калибра 14,5 мм.
Для повышения плавучести предполагалось использование навесных поплавков, изготовленных из алюминиевого сплава и заполненных лёгким наполнителем. Доставка поплавков к месту форсирования водных преград планировалась с использованием транспортных средств повышенной проходимости. Однако в ходе рассмотрения проекта выяснилось, что установка поплавков сопряжена с серьёзными трудностями, особенно в условиях боевых действий. В связи с этим Министерством транспортного машиностроения СССР было принято решение об отказе от данного конструктивного решения.
Впоследствии танк должен был обеспечивать плавучесть исключительно за счёт конструктивных особенностей корпуса. Разработка двигателя мощностью 400 л. с. не была завершена в установленные сроки, в связи с чем применили двигатель мощностью 300 л. с., что повлекло за собой снижение массы машины до 15 тонн и замену 85-мм пушки на 76,2-мм. При этом заявленные характеристики скорости движения остались неизменными. К 1948 году году были завершены проектные работы, и в 1949 году планировалось изготовление двух опытных образцов танка и бронетранспортёра, получивших заводские обозначения «Объект 101» и «Объект 102», соответственно. В специализированной литературе они фигурируют как плавающий танк Р-39 и плавающий бронетранспортёр Р-40. К маю 1949 года оба образца были собраны.

## Испытания
Ход первичных испытаний показал, что танк не соответствует предъявленным требованиям и не способен эффективно выполнять боевые задачи. Были выявлены ошибки в расчёте развесовки, вследствие чего корпус танка при плавании избыточно погружался кормой. Временное решение заключалось в установке съёмных кормовых поплавков и усилении передней части корпуса стальными листами. Тем не менее, проблема поперечной устойчивости и недостаточного запаса плавучести сохранялась. Реальная скорость движения по воде составляла лишь 7 км/ч вместо расчётных 15 км/ч. При преодолении рек с течением скорость могла уменьшиться до критически низких значений.
Судостроительные специалисты предложили увеличить диаметр гребных винтов до 600 мм, однако их размещение внутри тоннелей корпуса оказалось невозможным. Был предложен альтернативный вариант с установкой складных, выносных винтов, которые опускались бы в воду и поднимались при движении по суше. Данная конструкция потребовала дополнительной защиты элементов трансмиссии.
Через месяц был собран второй, модернизированный опытный образец. Он получил гребные винты внешнего расположения и смещённую на 240 мм вперёд ось вращения башни, что должно было снизить дифферент. Однако проведённые испытания показали, что данные изменения не привели к ожидаемому улучшению характеристик. Скорость на плаву осталась прежней, а манёвренность на суше снизилась из-за особенностей установки гребных винтов. Дополнительно возникали технические затруднения, связанные с частыми сходами гусеницы, обусловленными чрезмерным расстоянием между передними и задними опорными катками.
По итогам испытаний оба образца танка Р-39 были признаны не соответствующими установленным требованиям, и проект был прекращён. Идея последующей доработки с проведением новых испытаний в последующем году была отклонена.
Разработку советских плавающих танков продолжил проект ПТ-76, в значительной степени опиравшийся на полученные в ходе испытаний Р-39 наработки.